# Bangunan
Bangunan is een bestuurslaag in het regentschap Lampung Selatan van de provincie Lampung, Indonesië. Bangunan telt 4363 inwoners (volkstelling 2010).